# SGPP2
SGPP2 (англ. Sphingosine-1-phosphate phosphatase 2) – білок, який кодується однойменним геном, розташованим у людей на 2-й хромосомі. Довжина поліпептидного ланцюга білка становить 399 амінокислот, а молекулярна маса — 44 741.
| 10         |  | 20         |  | 30         |  | 40         |  | 50         |
| ---------- |  | ---------- |  | ---------- |  | ---------- |  | ---------- |
| MAELLRSLQD |  | SQLVARFQRR |  | CGLFPAPDEG |  | PRENGADPTE |  | RAARVPGVEH |
| LPAANGKGGE |  | APANGLRRAA |  | APEAYVQKYV |  | VKNYFYYYLF |  | QFSAALGQEV |
| FYITFLPFTH |  | WNIDPYLSRR |  | LIIIWVLVMY |  | IGQVAKDVLK |  | WPRPSSPPVV |
| KLEKRLIAEY |  | GMPSTHAMAA |  | TAIAFTLLIS |  | TMDRYQYPFV |  | LGLVMAVVFS |
| TLVCLSRLYT |  | GMHTVLDVLG |  | GVLITALLIV |  | LTYPAWTFID |  | CLDSASPLFP |
| VCVIVVPFFL |  | CYNYPVSDYY |  | SPTRADTTTI |  | LAAGAGVTIG |  | FWINHFFQLV |
| SKPAESLPVI |  | QNIPPLTTYM |  | LVLGLTKFAV |  | GIVLILLVRQ |  | LVQNLSLQVL |
| YSWFKVVTRN |  | KEARRRLEIE |  | VPYKFVTYTS |  | VGICATTFVP |  | MLHRFLGLP  |

A: Аланін

C: Цистеїн

D: Аспарагінова кислота

E: Глутамінова кислота

F: Фенілаланін

G: Гліцин

H: Гістидин

I: Ізолейцин

K: Лізин

L: Лейцин

M: Метіонін

N: Аспарагін

P: Пролін

Q: Глутамін

R: Аргінін

S: Серин

T: Треонін

V: Валін

W: Триптофан

Кодований геном білок за функцією належить до гідролаз. 
Задіяний у такому біологічному процесі, як альтернативний сплайсинг. 
Локалізований у мембрані, ендоплазматичному ретикулумі.